# Франц фон Сокслет
Франц фон Сокслет (нім. Franz von Soxhlet; нар. 12 січня 1848, Брно, Австрійська імперія, — пом. 5 травня 1926, Мюнхен, Німеччина) — німецький агрохімік.
Професор землеробської хімії у Вищому технічному училищі у Мюнхені, директор Баварської сільськогосподарської дослідної станції; відомий своїми роботами з цукрами, особливо молочним цукром, численними дослідженнями складу молока жінок та тварин, процесу скисання, тих змін, які зазнає молоко при перетравленні його в організмі, природи білкових речовин, що містяться в молоці.
Сокслет придумав багато дотепних приладів, що поширилися по хімічних лабораторіях всього світу, зокрема, прилад для вилуговування або екстрагування (екстрактор Сокслета), прилад для визначення вмісту жиру в молоці за допомогою ареометра, прилад для стерилізації молока дією високої (100°) температури.
Сокслет написав, крім великої кількості мемуарів з хімії, надрукованих у спеціальних хімічних журналах, книгу «Про дитяче молоко та вигодовування немовлят».